# بخش کامنگ شرقی
بخش کامنگ شرقی (به انگلیسی: East Kameng district) یک منطقهٔ مسکونی در هند است که در آروناچال پرادش واقع شده‌است. بخش کامنگ شرقی ۴٬۱۳۴ کیلومتر مربع مساحت و ۷۸٬۶۹۰ نفر جمعیت دارد.